# Os Melhores Contos de Medo, Horror e Morte
Os Melhores Contos de Medo, Horror e Morte é uma coletânea de contos, com organização de Flávio Moreira da Costa, e publicada pela Editora Nova Fronteira em 2005.
O livro junta o prazer da leitura com a angústia do medo e do suspense e inclui autores como Bram Stoker e Machado de Assis. No total são 26 contos, separados em dois capítulos: Medo, Susto e Horror e Medo, Clima e Cotidiano.